# 러브 퍼레이드 압사 참사

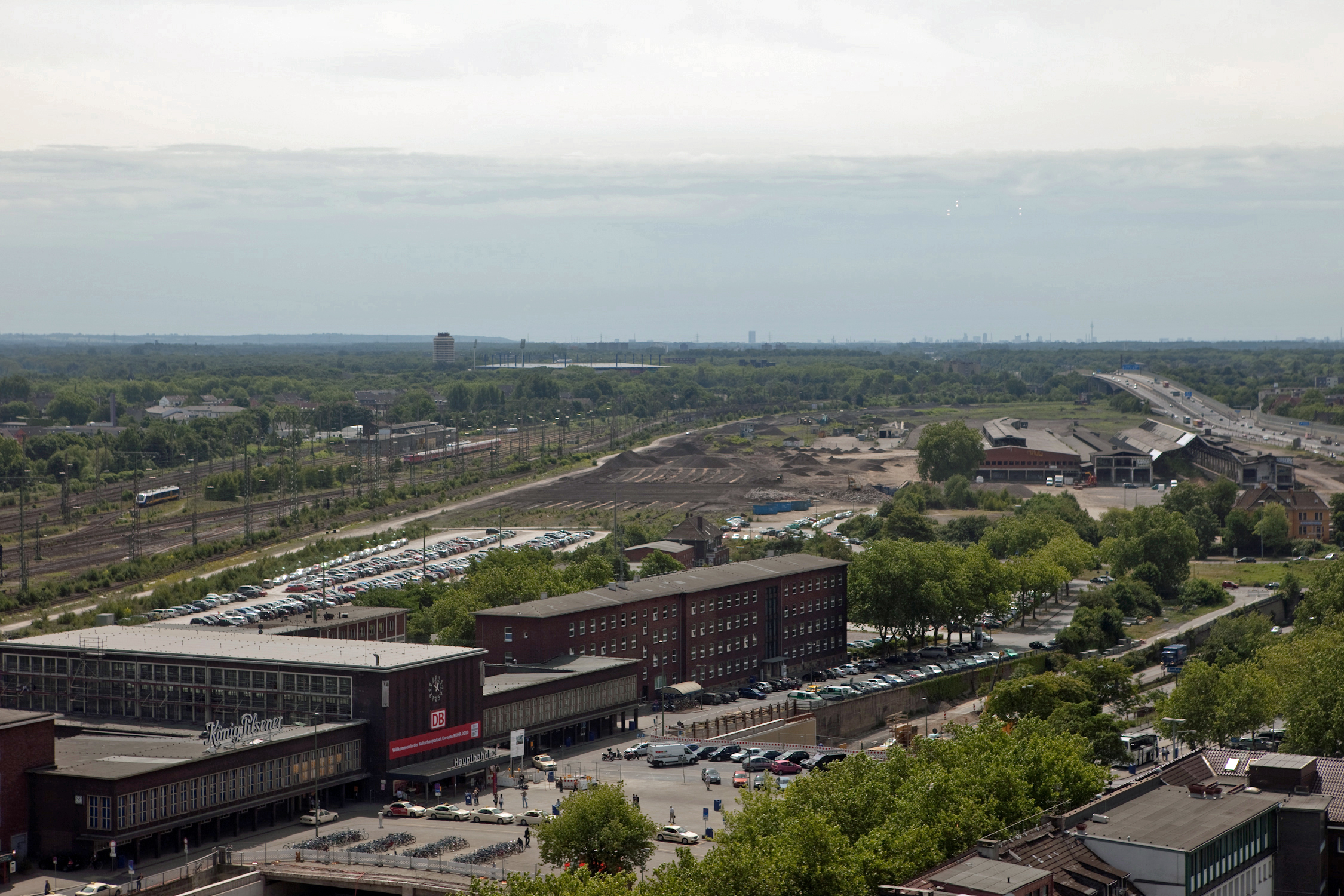
러브 퍼레이드 축제장 사진. 오른쪽으로 고속도로가 다니고 왼쪽으로는 뒤스부르크 중앙역과 철로다.

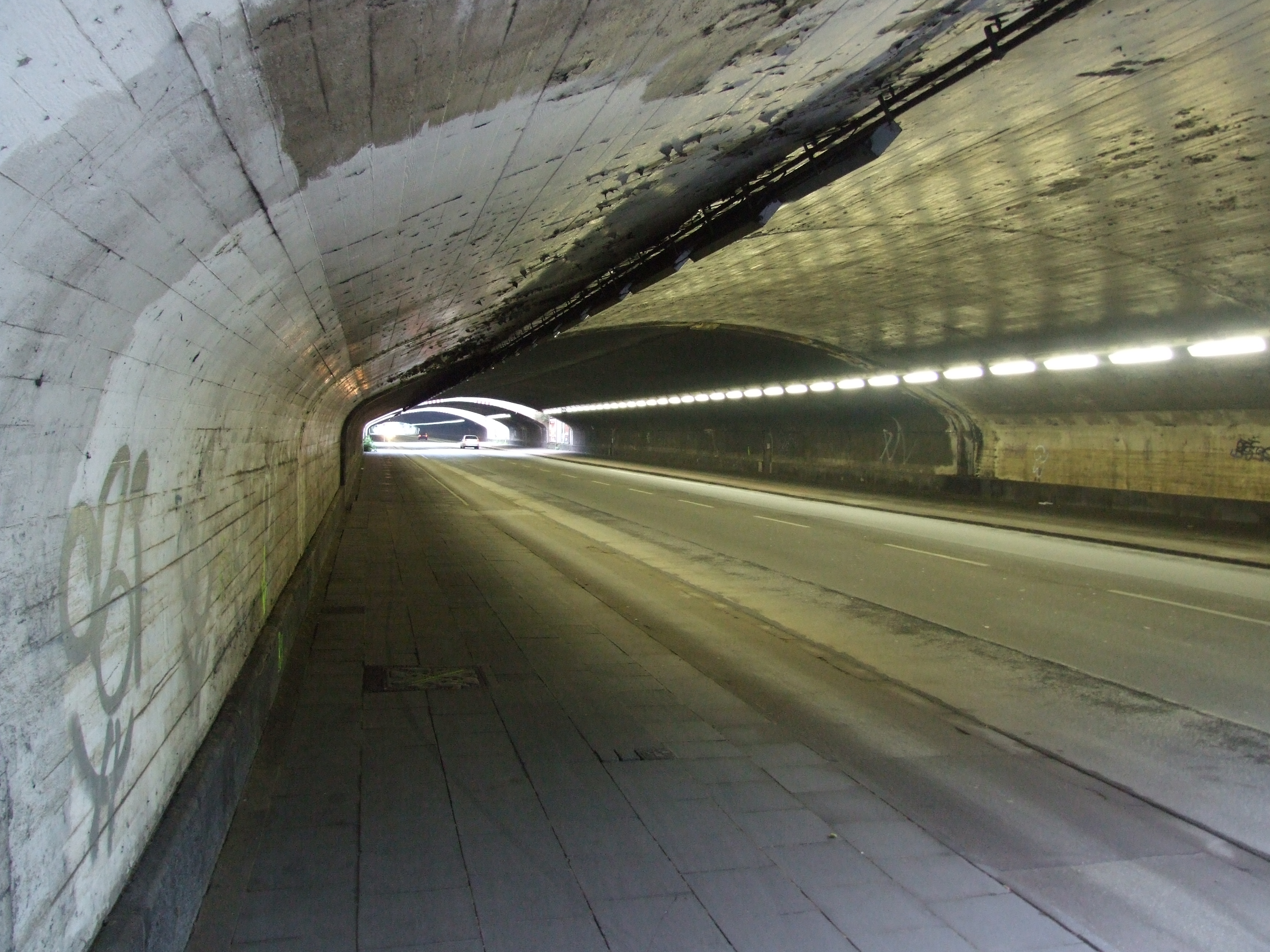
2008년 촬영한, 사고가 일어난 터널

러브 퍼레이드 압사 참사는 2010년 7월 24일 오후 5시경 독일 뒤스부르크에서 열린 음악 축제 러브 퍼레이드 도중 일어난 압사 사고다. 이 사고로 21명이 숨지고 342명이 부상당하는 참사가 일어났다.

## 개요
사고는 당일 오후 5시경 축제장으로 들어가는 유일한 출입구인, 카를-레어 거리에서 발생하였다. 러브 퍼레이드는 뒤스부르크의 폐역을 개조해서 만든 축제장을 사용하였는데, 카를-레어 거리는 축제장이 위치한 고속도로와 철로 사이를 지나가기 위하여 터널로 이어져 있다. 오후 4시경이 지나면서 경찰의 통제 속에서도 수십만 명의 사람들이 이 터널을 통하여 축제장으로 들어가려 했으며, 양 터널에서 들어오는 방문객이 축제로 들어가는 중앙 삼거리에서 만나는 구조로 이루어져 있었기 때문에 참사가 불가피했다는 지적도 있다. 대부분의 희생자들은 이 삼거리 벽면에 위치한 좁은 계단을 통해 탈출하려다 압사 사고로 숨졌으며 터널에서도 참사가 발생하였다.
사건 직후, 축제 주최 측은 갑작스러운 축제 중단으로 참가자들이 다시 출입구로 몰리는 것을 방지하기 위하여 타 참가자에게 이를 알리지 않고 축제를 강행하였으며, 이번 사고로 앞으로의 축제 개최를 포기함을 선언하였다. 뒤스부르크 시당국과 경찰, 축제 주취측은 현재 책임 공방 중에 있다.
이 사고로 독일인이 14명, 스페인인이 2명, 네덜란드와 오스트레일리아, 중국, 이탈리아, 보스니아 헤르체고비나에서 온 5명의 참가자들이 숨졌다. 희생자 중 여성이 13명, 남성이 8명이다.

## 같이 보기
- 상주 콘서트 압사 사고
- 이태원 압사 참사